# Hexathele
Hexathele és un gènere d'aranyes migalomorfes, de la família dels hexatèlids (Hexathelidae). Viuen només a Nova Zelanda. La majoria de les espècies foren descrites primer per Raymond R. Forster.

## Descripció
La majoria d'espècie de Hexathele són aranyes relativament grans. Les femelles de Hexathele waita, una de les més grans, pot tenir un carapace 13 mm (0.5 in) 15 mm (0.6 in) (0.5 dins) molt de temps i un abdomen 38 mm (1.5 in) (0.6) molt de temps, amb la cama més llarga (el quart) ser mm (1.5) molt de temps en total. Hexethele L'espècie és generalment marró a negre en color. Molta espècie té un patró de galó en la superfície superior de l'abdomen, la característica de ser del patró de l'espècie. El carapace del cephalothorax té una depressió més o menys recta (fòvea) en el centre. Els ulls són arranjats en un grup compacte. El palp mascle no té apòfisis tibials (projeccions), però el primer parell de l'home de les cames tenen dorsos dobles en la tíbia. Hi ha sis spinnerets, amb el ser de parell posterior tres-segmented i relativament molt de temps.

## Taxonomia
El genus va ser aixecat per Anton Ausserer dins 1871, per l'espècie Hexathele hochstetteri. Mygalomorph Les aranyes eren inicialment molt en termes generals categorized; dins 1892, Eugène Simon va col·locar Hexathele en el grup Hexatheleae, subfamília Diplurinae, família Aviculariidae. Més tard la subfamília va ser aixecada al familiar Dipluridae amb Hexathelinae com a subfamília – la classificació utilitzada per Raymond R. Forster Quan va descriure molta espècie nova. La subfamília va ser partida fora com a família plena, Hexathelidae, per Robert J. Raven dins 1980.
L'abril del 2016, segons el World Spider Catalog, aquest gènere tenia reconegudes les següents espècies:
- Hexathele cantuaria Forster, 1968 – Nova Zelanda
- Hexathele cavernicola Forster, 1968 – Nova Zelanda
- Hexathele exemplar Parrott, 1960 – Nova Zelanda
- Hexathele hochstetteri Ausserer, 1871 (espècie tipus) – Nova Zelanda
- Hexathele huka Forster, 1968 – Nova Zelanda
- Hexathele huttoni Hogg, 1908 – Nova Zelanda
- Hexathele kohua Forster, 1968 – Nova Zelanda
- Hexathele maitaia Forster, 1968 – Nova Zelanda
- Hexathele nigra Forster, 1968 – Nova Zelanda
- Hexathele otira Forster, 1968 – Nova Zelanda
- Hexathele para Forster, 1968 – Nova Zelanda
- Hexathele petriei Goyen, 1887 – Nova Zelanda
- Hexathele pukea Forster, 1968 – Nova Zelanda
- Hexathele putuna Forster, 1968 – Nova Zelanda
- Hexathele ramsayi Forster, 1968 – Nova Zelanda
- Hexathele rupicola Forster, 1968 – Nova Zelanda
- Hexathele taumara Forster, 1968 – Nova Zelanda
- Hexathele waipa Forster, 1968 – Nova Zelanda
- Hexathele waita Forster, 1968 – Nova Zelanda
- Hexathele wiltoni Forster, 1968 – Nova Zelanda